# Афробританці
Афробританці або Чорні Британці (англ. Black British) — британці африканського, афро-карибського та іншого чорношкірого походження, та люди зі змішаним походженням. Вперше термін був використаний в 1950-х для позначення чорних людей з колишніх британських колоній в Вест-Індії (тобто у Співдружності націй) та Африці, які проживають у Великій Британії та вважають себе британцями.
Термін "чорний" історично мав ряд додатків, расових та політичних ярликів, і може бути використаний в більш широкому соціально-політичному контексті, щоб охопити більш широке коло неєвропейських етнічних меншин в Британії, хоча це спірне та нестандартне визначення.
Термін "Чорні Британці" використовується як офіційна категорія національної статистики Великої Британії для етнічної класифікації.
Чорне населення збільшилося з 1.1 мільйонів у 2001 році до більш ніж 1.8 млн у 2011, тобто зросло на 40 %. Афробританці складали 3.3% населення Великої Британії в 2011 році.

## Розселення
| Райони населенням понад 8 мільйонів - Лондон 13.3% більше 1000000 - Бірмінгем 8.9% більше 700,000 - Лідс 3.5% більше 500,000 - Манчестер 8.6% - Шеффілд 3.6% - Бредфорд 1.8% більше 400,000 - Бристоль 6.0% - Ліверпуль 2.6% - Кіркліс 1.9% більше 300,000 - Ламбет 25.9% - Кройдон 20.2% - Ньюем 19.6% - Брент 18.8% - Енфілд 17.1% - Ілінг 10.9% - Вандзверт 10.6% - Барнет 7.7% - Ноттінгем 7.3% - Лестер 6.3% - Бромлі 6.0% - Сандвелл 5.9% - Ковентрі 5.5% - Кардіфф 2.4% - Дадлі 1.4% - Вейкфілд 0.8% - Донкастер 0.8% - Віган 0.5% | більше 200,000 - Луїшем 27.2% - Саутерк 26.8% - Гекні 23.1% - Гринвіч 19.1% - Герінгей 18.7% - Волтем-Форест 17.4% - Ізлінгтон 12.8% - Лутон 9.8% - Редбридж 8.8% - Бекслі 8.5% - Герроу 8.2% - Кемден 8.2% - Вестмінстер 7.5% - Тауер-Гемлетс 7.3% - Гіллінгдон 7.3% - Вулвергемптон 6.9% - Мілтон-Кінз 6.8% - Гаунслоу 6.5% - Нортгемптон 5.1% - Havering 4.8% - Дербі 3.8% - Траффорд 2.9% - Салфорд 2.8% - Уолсолл 2.3% - Саутгемптон 2.2% - Ньюкасл-апон-Тайн 1.9% - Портсмут 1.8% - Болтон 1.6% - Соліхулл 1.5% - Сток-он-Трент 1.4% - Суіндон 1.4% - Рочдейл 1.3% - Кінгстон-апон-Галл 1.2% - Олдем 1.2% - Ротерхем 0.8% - Свонсі 0.8% | - Теймсайд 0.8% - Стокпорт 0.7% - Плімут 0.6% - Барнслі 0.5% - Гейтсхед 0.5% - Сандерленд 0.4% - Калдердейл 0.4% - Сефтон 0.3% - Північний Тайнсайд 0.3% - Воррінгтон 0.3% - Лестер 5.6% - Мілтон-Кінз 4.5% - Саутгемптон 2.6% - Дербі 2.4% - Брайтон 2.3% - Медвей 1.9% - Ньюкасл-апон-Тайн 1.6% - Кінгстон-апон-Галл 1.4% - Сток-он-Трент 1.4% - Плімут 0.3% більше 100,000 - Лутон 9.5% - Слау 6.5% - Редінг 5.7% - Оксфорд 4.2% Бедфорд 4.1% - Нортгемптон 3.9% - Таррек 3.2% - Кембридж 2.9% - Пітерборо 2.8% - Гаддерсфілд 2.5% - Базілдон 2.1% - Престон 2.0% - Челмсфорд 1.9% - Іпсвіч 1.9% - Ешфорд 1.8% - Гілфорд 1.8% | - Мейденхед 1.7% - Річмонд-на-Темзі 1.7% - Суіндон 1.7% - Портсмут 1.6% - Саутенд-он-Сі 1.6% - Колчестер 1.6% - Ньюпорт 1.5% - Борнмут 1.4% - Норвіч 1.4% більше 50,000 - Уотфорд 4.5% - Стівенейж 2.7% - Кроулі 2.5% - Епсом та Юелл 2.4% - Гастінгс 2.2% - Реддітч 2.0% - Кентербері 1.9% - Уокінг 1.6% - Істборн 1.5% - Лафборо 1.5% - Бейзінгстоук 1.5% - Танбрідж Уеллс 1.5% - Бат 1.4% більше 10,000 - Чапельтаун 66.0% - Мосс Сайд 31.8% - Астон 24.8% - Лоззельс 21.0% - Хьюмен 18.97% - Бьюттаун 18.81% |